# Estadio Rommel Fernández
Das Estadio Rommel Fernández ist ein Fußballstadion mit Leichtathletikanlage im Corregimiento Juan Díaz der panamaischen Hauptstadt Panama-Stadt. Das Stadion ist Teil der Ciudad Deportiva Irving Saladino (deutsch Sportstadt Irving Saladino).

## Geschichte
Es wurde unter dem Namen Estadio Revolución für die Zentralamerika- und Karibikspiele 1970 errichtet und am 6. Februar des Jahres eingeweiht. 1993 erhielt die Anlage seinen gegenwärtigen Namen. Er erinnert an den am 6. Mai 1993 bei einem Autounfall ums Leben gekommenen Rommel Fernández Gutiérrez. Er war der erste Fußballer seines Landes, der in einer europäischen Profiliga, der spanischen Primera División, spielte. Zwischen 2006 und 2010 wurde die Sportstätte komplett renoviert, um 15.000 Plätze erweitert und bietet heute den Besuchern 32.000 Plätze inklusive der 126 Logen.

## Galerie

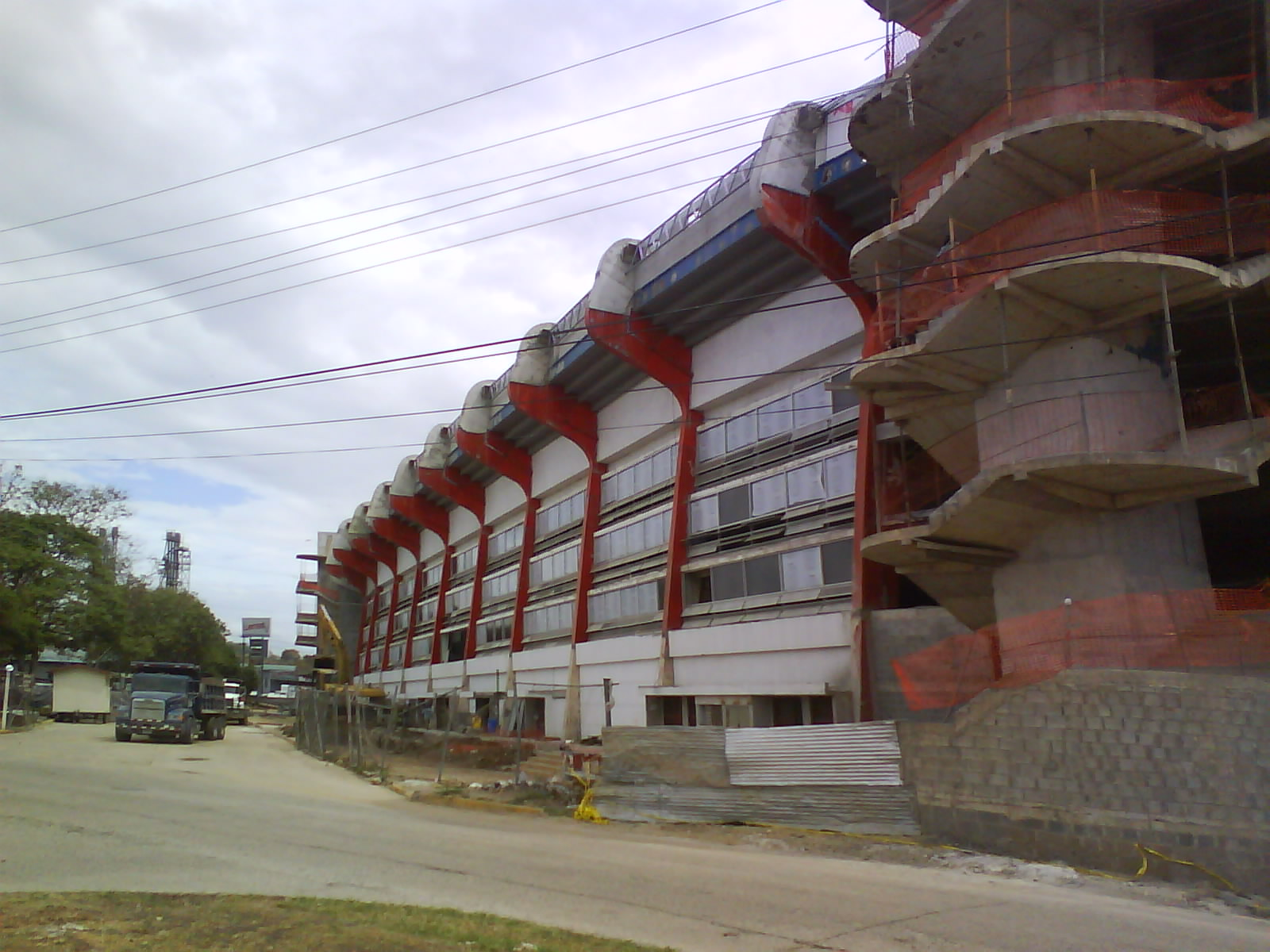
Die Anlage während des Renovierung im März 2009
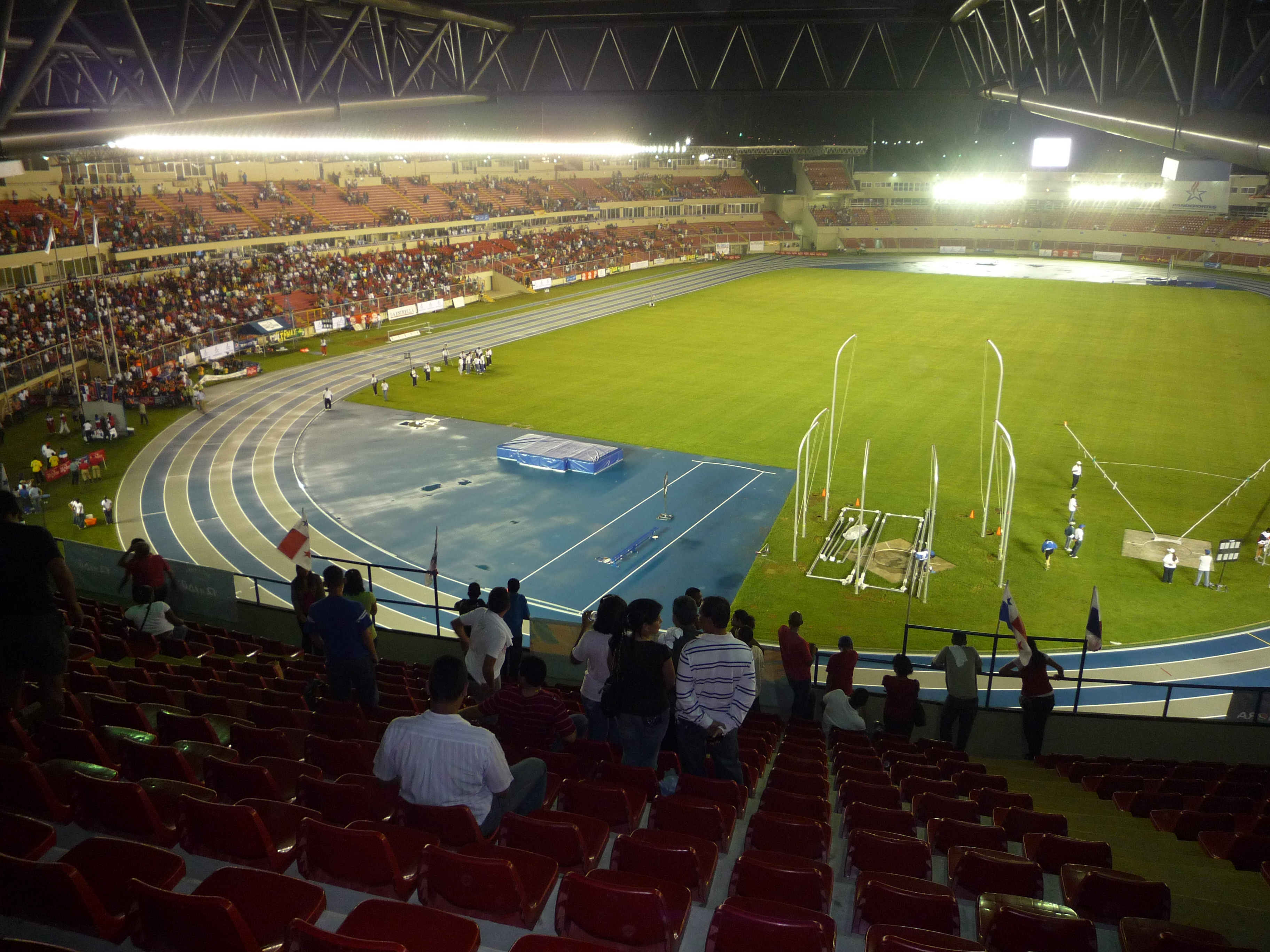
Blick in das Stadion unter Flutlicht
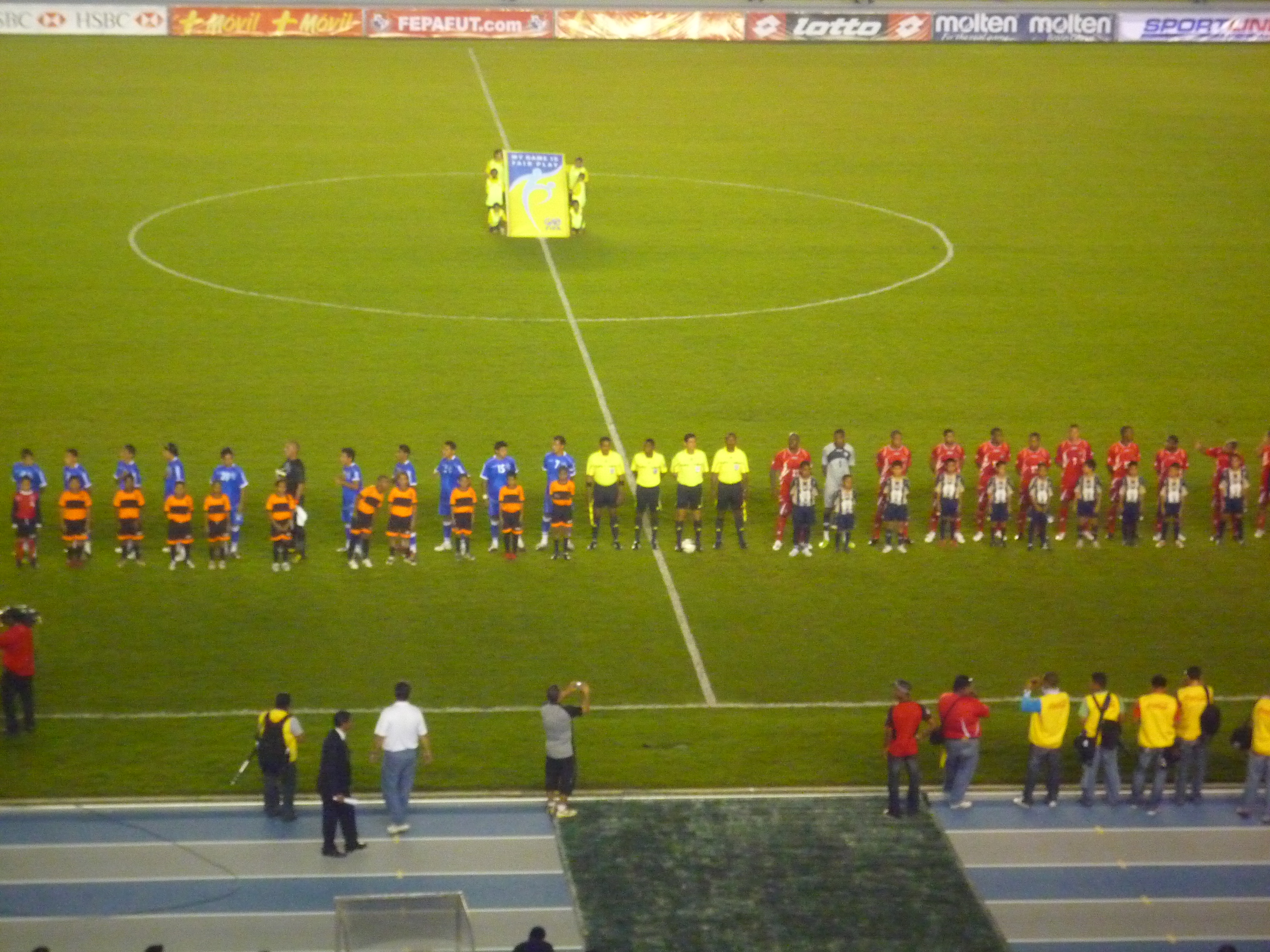
Freundschaftsspiel zwischen Panama und El Salvador (1:0) am 8. Oktober 2010
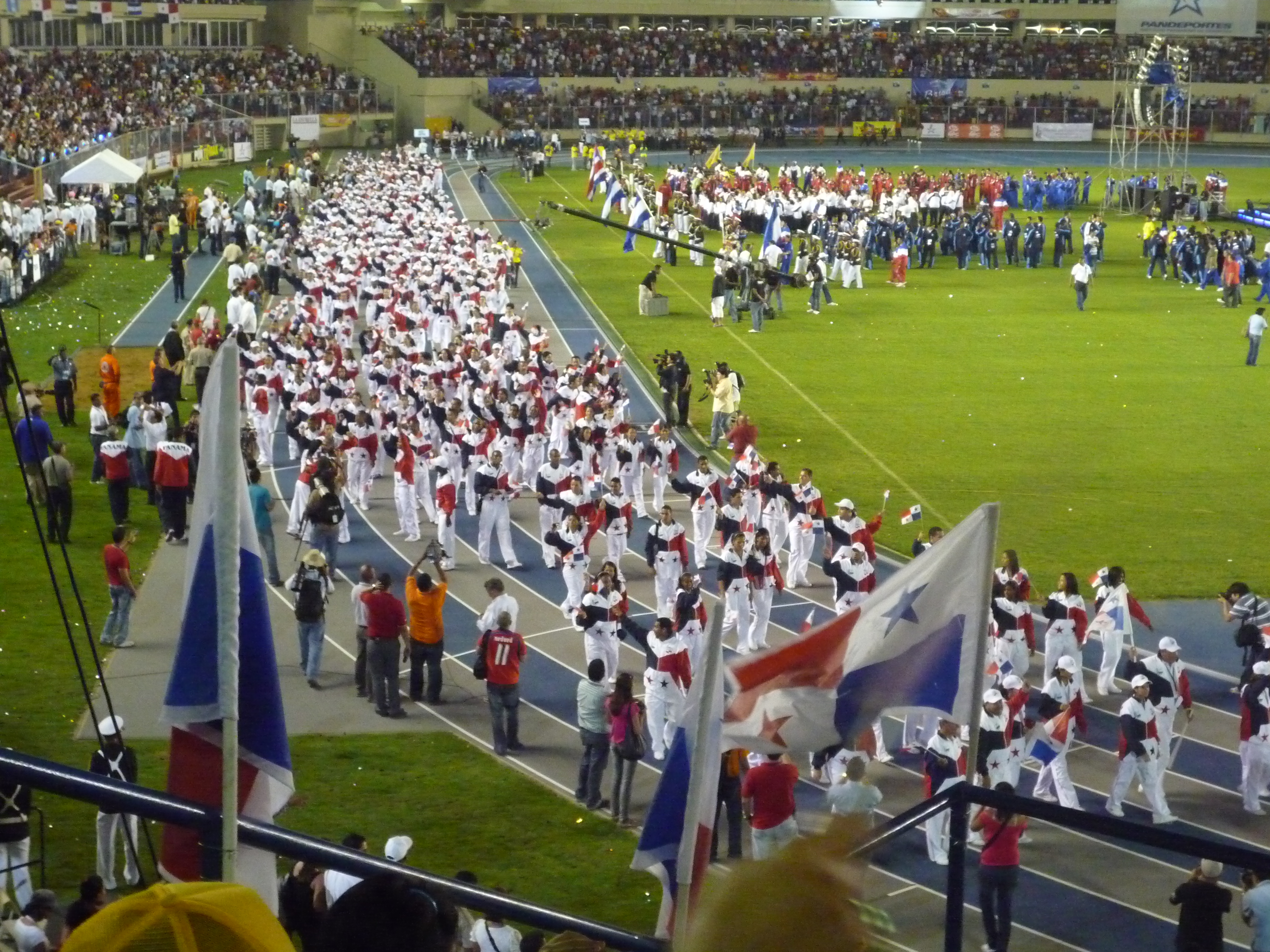
Einmarsch der panamaischen Mannschaft bei den Zentralamerikaspielen 2010